# Michael Hart

Michael Hart (met hoed) en Gregory Newby

Michael Stern Hart (Tacoma, 8 maart 1947 – Urbana, 6 september 2011) was een Amerikaans auteur, vooral bekend als uitvinder van het elektronische boek (of e-boek) en de stichter van Project Gutenberg, een project om e-boeken vrij beschikbaar te maken via het internet. Het grootste deel van de eerste boeken had hij zelf ingetypt.
Hart werd geboren als zoon van twee hoogleraren aan de universiteit van Illinois. Hij studeerde zelf ook aan deze universiteit en kreeg er toegang tot het computernetwerk, dat hij gebruikte voor het verspreiden van informatie. Toen hij een kopie van de Amerikaanse Onafhankelijkheidsverklaring in handen kreeg, typte hij de tekst over en stelde die ter beschikking als download op het netwerk. Dit vormde het begin van het Project Gutenberg. Hart kopieerde nog meer teksten, zoals de Bijbel en werken van Shakespeare. Tegen 1987 had hij zo al 313 boeken overgetypt. Daarna kon hij vrijwilligers vinden die meehielpen en zo groeide het project internationaal uit met vrijwilligers van over heel de wereld.
In 2004 bezocht Michael Hart Nederland. Samen met Richard Stallman nam hij deel aan een door Vrijschrift.org georganiseerd debat met het thema "Freedom of Information" in de Waag van Amsterdam. Hart was teleurgesteld in de politiek - in het bijzonder door het voortdurend oprekken van de geldigheidstermijn van het auteursrecht, waardoor boeken uit het publieke domein uiteindelijk weer 'bescherming' genoten en derhalve niet meer vrijelijk te downloaden waren. Hij zag dat als diefstal en graaierij. Ondanks zijn teleurstelling in de politiek heeft hij uiteindelijk ook een lezing gegeven in het Europees Parlement over Project Gutenberg en het belang van vrijheid van informatie voor Europa en de wereld. Daarbij bekritiseerde hij het kunstmatig schaars maken van informatie door de inzet van auteurs- en octrooirecht. Een bekende uitspraak was: "Break down the bars of ignorance and illiteracy."
Hart overleed op 64-jarige leeftijd als gevolg van een hartaanval.
- International Standard Name Identifier: 0000 0003 5634 776X
- Library of Congress Control Number: no2011141086
- Nationale Bibliotheek van Israël: 987007394988905171
- LIBRIS: 346780
- Virtual International Authority File: 185004300
- WorldCat: E39PBJyMk9RBPFGd3R3KGJG4MP